# エレニオ・エレーラ
エレニオ・エレーラ・ガヴィラン（Helenio Herrera Gavilán、1910年4月10日 - 1997年11月9日）は、アルゼンチン、ブエノスアイレス出身の元サッカー選手、サッカー指導者。あだ名は『魔術師』。幼少期にフランスへ帰化している。

## 経歴
現役時代、レッドスター・オリンピックやスタッド・フランス、FCOシャルルビルなどでプレーした彼は、引退後に指導者の道を歩む。
1945年、古巣スタッド・フランスで指揮を執った後、1949年にレアル・バリャドリードの監督となり、アトレティコ・マドリード、CDマラガ、デポルティーボ・ラ・コルーニャ、セビージャFC、CFベレネンセスで監督を務め、特にアトレティコ・マドリードではリーグを連覇した。そして1958年にFCバルセロナの監督に就任し、全盛期にあったレアル・マドリードを抑えてまたもリーグ連覇を達成した。にもかかわらずクラブから解雇を言い渡されたエレーラは、1960年にバルセロナのスター選手であり同年にバロンドールを獲得したルイス・スアレスと共にインテル・ミラノへと移った。
インテル・ミラノでは、カテナチオと呼ばれる守備に秀でた戦術を採り、スクデット3回、チャンピオンズカップ、インターコンチネンタルカップを2連覇する。その強さ、スクデットを5年連続で獲得し、グランデ・トリノと呼ばれた1940年代のトリノFCの中心選手であったヴァレンティーノ・マッツォーラの息子であるサンドロ・マッツォーラが所属していたことから、この時期のインテル・ミラノはグランデ・インテルと呼ばれた。
また、フランス代表のアシスタントコーチ（1946-1948）、スペイン代表（1959-1962）とイタリア代表（1966-1968、フェッルッチオ・ヴァルカレッジとの2頭体制）の監督をクラブチームとの兼任で務めた。

## 獲得タイトル
アトレティコ・マドリード
- リーガ・エスパニョーラ(2):1950,1951

FCバルセロナ
- リーガ・エスパニョーラ(2):1959,1960
- コパ・デル・レイ(2):1959,1981
- インターシティーズ・フェアーズカップ(1):1960

インテル
- セリエA(3):1963,1965,1966
- UEFAチャンピオンズカップ(2):1964,1965
- インターコンチネンタルカップ(2):1964,1965

ASローマ
- コッパ・イタリア(1):1969